# 阿道夫·艾希曼
奥托·阿道夫·艾希曼（Otto Adolf Eichmann，1906年3月19日—1962年6月1日），納粹德國前纳粹党卫军中校，二战针对犹太人大屠杀的主要责任人和组织者之一，並且组织和執行「犹太人问题最终解决方案」，第二次世界大戰後前往阿根廷定居，后来遭以色列特務逮捕，公開審判後絞死。

## 生平
阿道夫·艾希曼于1906年3月19日出生於德意志帝國的索林根，他的父親阿道夫·卡爾·艾希曼（Adolf Karl Eichmann）是索林根電車公司的會計師，童年時代移居奧匈帝國。1932年，艾希曼加入奧地利納粹黨，次年該黨被奧地利政府列為非法，艾希曼離開奧地利回到德國。1934年因負責達豪集中營而受到海德里希的賞識；1937年艾希曼曾經前往海法與開羅，研究將猶太人移住巴勒斯坦的可能性，後來艾希曼向納粹方面以經濟理由反對將猶太人移往巴勒斯坦的計劃。
1942年艾希曼出席萬湖會議，之後晉升為黨衛軍上級突擊隊大隊領袖；在大屠殺中主要負責將猶太人移送集中營的運輸，還有与當地猶太領袖的磋商、當地猶太委員會的建立。尤其是與當地猶太領袖的合作，被納粹視為進行大屠殺的基石。
第二次世界大戰末期，艾希曼被美軍俘虜，但之後逃脫，从意大利的热那亚出发，在經過漫長的逃亡旅行後，艾希曼流亡到阿根廷布宜诺斯艾利斯，在当地的奔驰公司工作，并改名为里卡多·克莱门特（Ricardo Klement）。但是1960年以色列情報特務局（俗稱摩薩德）卻查出艾希曼的下落，於是1960年5月11日，一個摩薩德團隊與以色列國家安全局（俗稱辛貝特）幹員聯合行動，將其綁架，並通過以色列航空公司的布里斯托不列顛尼亞型班機秘密運至以色列。由於艾希曼的逮捕方式相當於綁架，引發了阿根廷與以色列之間的外交糾紛。有說這次綁架行動明顯侵犯了阿根廷的主權，亦有人指出即使要審訊艾希曼，也應該由德國政府或國際法庭負責，但以色列政府並不理會指責，繼續審訊。

1960年5月23日下午，耶路撒冷时间4点整，以色列总理本·古里安向国人宣布：
|  | 今天，我要向诸位郑重宣布，以色列国家安全机关抓获了一个十分重要的纳粹战犯阿道夫·艾希曼。该犯罪恶昭彰，罄竹难书。他在所谓的‘最后解决犹太人问题’上，和其他纳粹领袖负有同样的罪责，即600万居住在欧洲的犹太人惨遭灭绝性杀戮的滔天罪行。阿道夫·艾希曼目前正被关押在以色列的监狱里，依据1950年颁布的惩治纳粹分子及其合作者的法律，不久将送交以色列法庭审判…… |

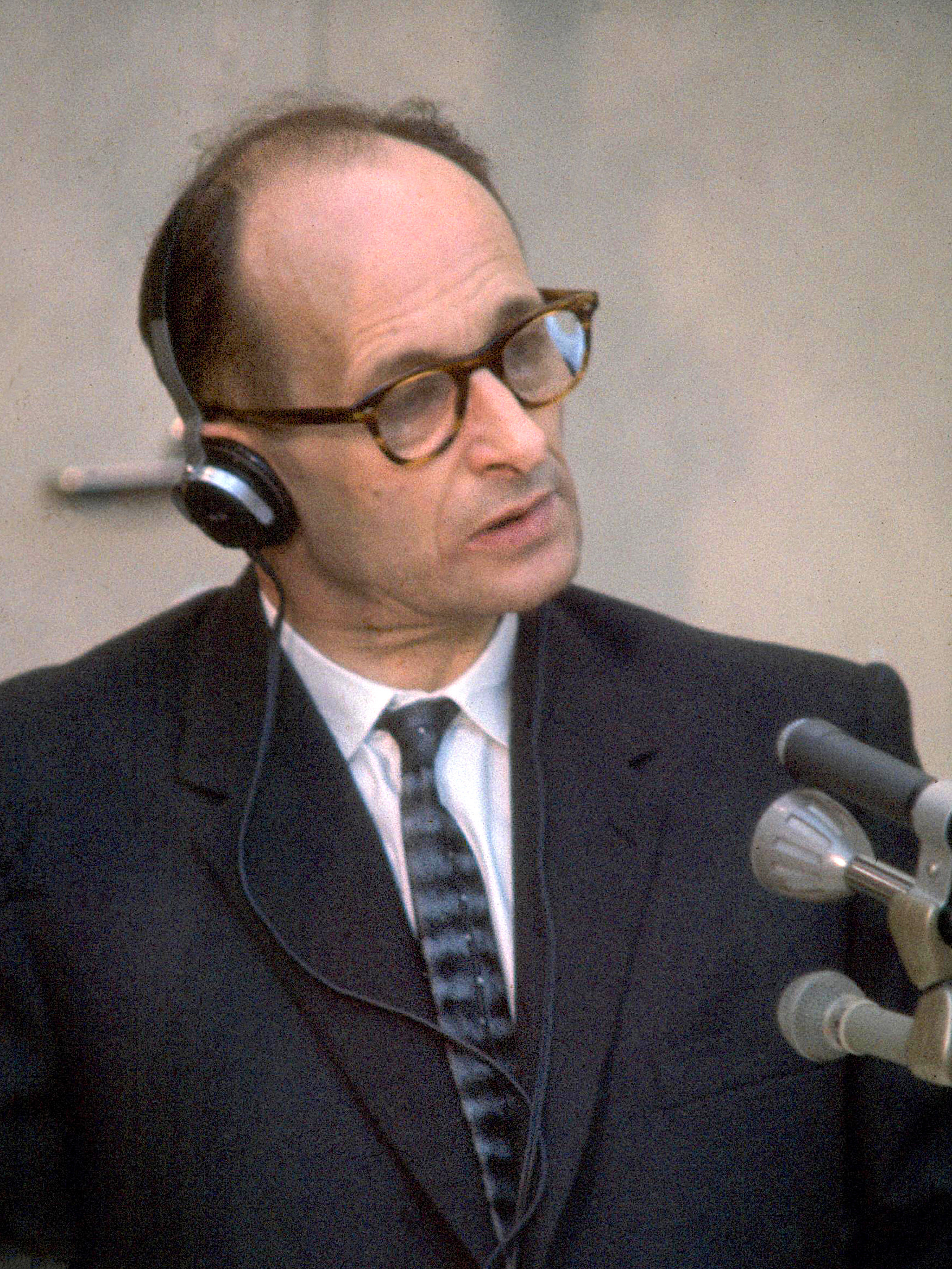
1961年於以色列受審時的艾希曼

1961年4月11日，艾希曼於耶路撒冷受審，被以反人道罪名等十五條罪名起訴。雖然有不少大屠殺受害者出面作證，但大部分證人的口供和艾希曼的罪責並無直接關聯，而檢察官對於納粹官僚體系的理解有許多錯誤，並在起訴書和詰問中大大地誇大了艾希曼在大屠殺的角色和權力。但由於一審的三位德裔法官對正當程序的堅持，還有對納粹足夠的理解，所以艾希曼罪責在一審判決書上大致上被正確地呈現。以色列政府將艾希曼安排在防彈玻璃後方受審。艾希曼面對犯罪的指控，都以「一切都是奉命行事」回答。同年12月11日艾希曼被判處有罪，12月15日被判死刑。艾希曼提出上訴，最高法院維持原判，1962年5月31日夜間，艾希曼被處以絞刑。
艾希曼被绞死后，他的尸体被火化，骨灰被装在一个铁桶里。然后他的骨灰被运到一艘小船上，船员将艾希曼的骨灰撒向了远离以色列公海海域的地中海。以色列当局认为不應让纳粹的病毒沾染以色列的大地，又因为艾希曼在阿根廷的家人拒绝领取他的骨灰，因此以色列政府选择彻底清除他在以色列的任何痕迹。

## 评价
哲學家在《艾希曼在耶路撒冷》（Eichmann in Jerusalem）一书中认为艾希曼是一个遵从命令的官僚，他所体现的不是“极端的邪恶”，而是“平庸的恶”（The banality of evil），意指當任何人甘於放棄對善惡是非的判斷力去服從權威，那麼最平凡的人也可能導致最極致的邪惡。
曾旁聽艾希曼在以色列的審判，認為「艾希曼明明是大屠殺的策劃人，但卻是一個沉悶、普通、平庸得可怕的官僚，他平凡到令人感受不到一點變態和殘酷的氣息。而根據其證詞，他對猶太人沒有一絲恨意，只是企圖在納粹官僚體制中飛黃騰達。最終那種不帶個人思想的官僚心態，令他把自己的所作所為，從現實脈絡中抽離，在沒有惡念的情況下，做出歷史上最邪惡的事。」(Tong, 2020年)
而近年来，根据对艾希曼日记等史料的研究显示，艾希曼并非他在法庭上所宣称的那般仅仅是一个被动执行命令的官僚，而是一名国家社会主义和纳粹党的狂热支持者。

## 延伸阅读
- Aharoni, Zvi; Dietl, Wilhelm. . London: Arms and Armour. 1997. ISBN 978-1-85409-410-0.
- Friedman, Tuviah. . Haifa. 1990. OCLC 233910342.
- Harel, Isser. . New York: Viking Press. 1975. ISBN 978-0-670-38028-2.
- Mulisch, Harry. . Philadelphia: University of Pennsylvania Press. 2005. ISBN 978-0-8122-3861-7.
- Pearlman, Moshe. . London: Weidenfeld and Nicolson. 1961. OCLC 1070563.
- Rassinier, Paul. . Torrance: Institute for Historical Review. 1976. ISBN 978-0-911038-48-4.
- Rogat, Yosal. . Santa Barbara, CA: Center for the Study of Democratic Institutions. 1961. ISBN 978-1-258-11223-3. hdl:2027/mdp.39015042766447.
- Steinacher, Gerald. . Oxford: Oxford University Press. 2011. ISBN 978-0-19-964245-8.
- Yablonka, Hanna. . New York: Schocken. 2004. ISBN 978-0-8052-4187-7.
- Zweig, Ronald W. . New York: Routledge. 2013. ISBN 978-1-135-18886-3.